# 오늘은 내가 요리사
《오늘은 내가 요리사》(Bon Appetit)는 한국에서 제작된 김의석 감독의 2009년 드라마, 멜로/로맨스, 가족 영화이다. 박민규와 이명희 등이 주연으로 출연하였고 최유성 등이 제작에 참여하였다.

## 출연

### 주연
- 박민규
- 선우정아
- 이명희
- 박채익
- 이한나

## 기타
- 조명: 이의행
- 조연출: 홍주임
- 녹음: 엄윤영
- 녹음: 김은웅
- 믹싱: 김은웅
- 미술: 김소령, 승다혜